# Monschauer Straße 235 (Rölsdorf)

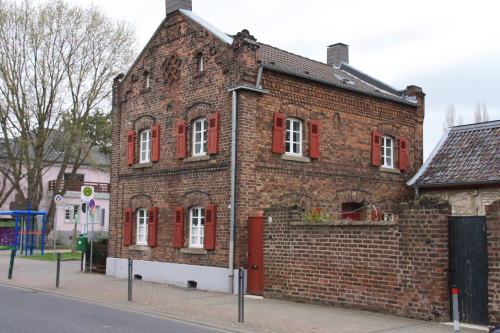
Monschauer Str. 235

Das Wohnhaus Monschauer Straße 235 steht im Dürener Stadtteil Rölsdorf in Nordrhein-Westfalen. 
Das Wohnhaus wurde nach einer inschriftlichen Datierung 1865 gebaut. 
Das zweigeschossige Backsteinhaus mit Satteldach ist giebelständig zu zwei Achsen. Die Stichbogenfenster haben Überfangbögen. Am Haus befinden sich gotisierende Backsteinornamente. 
Das Bauwerk ist unter Nr. 1/068 in die Denkmalliste der Stadt Düren eingetragen.
In der Monschauer Straße befinden sich weitere denkmalgeschützte Gebäude.